# Chirothecia clavimana
Chirothecia clavimana là một loài nhện trong họ Salticidae.
Loài này thuộc chi Chirothecia. Chirothecia clavimana được Władysław Taczanowski miêu tả năm 1871.